# Haaniella echinata

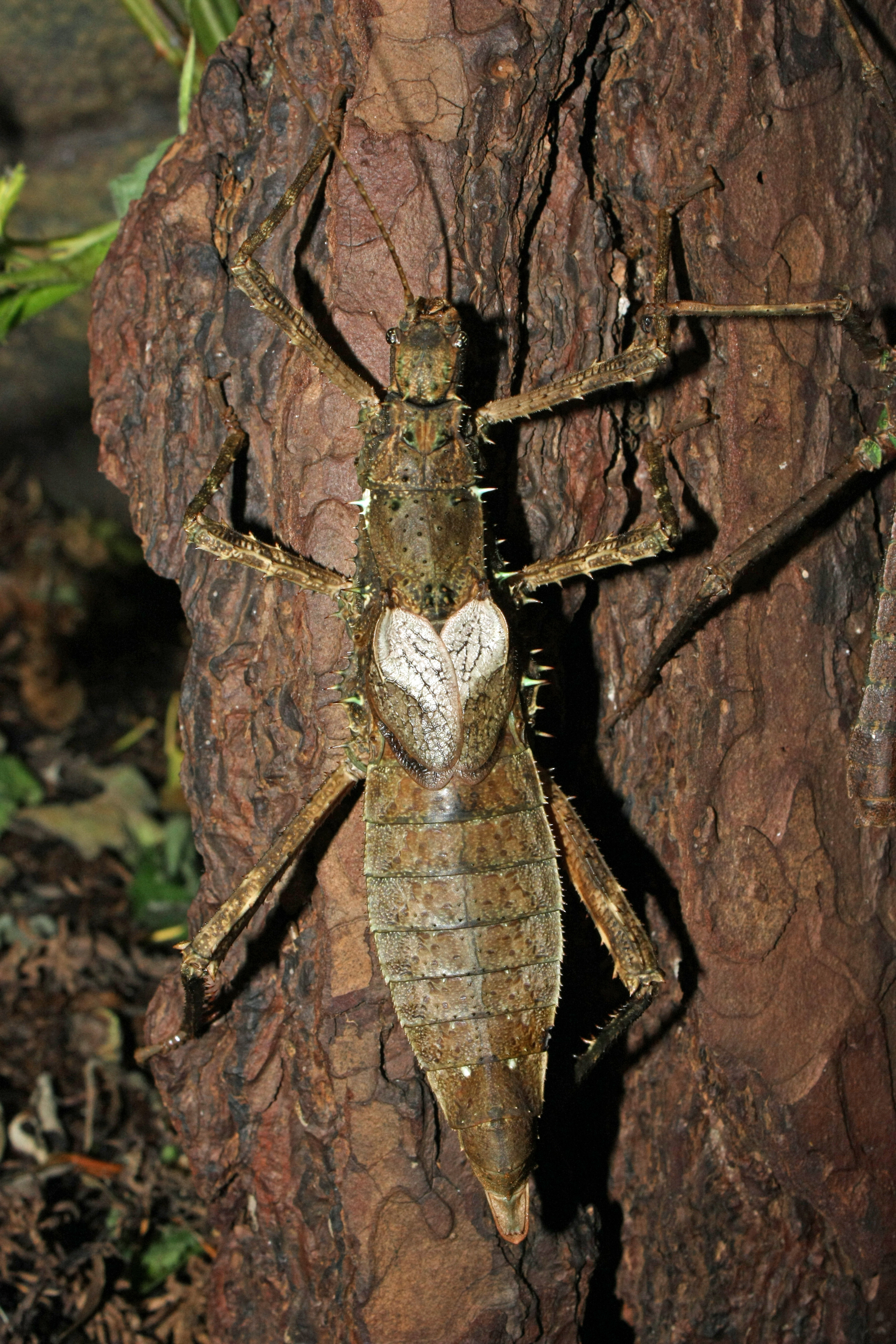
Weibchen

Haaniella echinata ist eine Art der Gespenstschrecken, die im gesamten Norden von Borneo beheimatet ist. Sie ist nach Haaniella scabra der Vertreter der Gattung Haaniella, der die am höchsten gelegenen Biotope auf Borneo bewohnt.

## Merkmale
Wie bei allen Vertretern dieser Gattung befinden sich auch bei Haaniella echinata bei beiden Geschlechtern viele spitze Stacheln auf Kopf, Körper und Beinen. Auch bei dieser Art sind beide Flügelpaare verkürzt, wobei die als Tegmina ausgebildeten Vorderflügel die zu Stridulationsorganen umgewandelten Hinterflügel vollständig bedecken. Zu den Merkmalen, die diese Art unverwechselbar machen, gehören die leuchtend türkisblauen Zwischengelenkshäute an den Hüften (Coxen) und zwischen den ersten Abdominalsterniten des Hinterleibs (Abdomen), welche schon bei den frisch geschlüpften Nymphen zu finden sind. Sie bilden einen deutlichen Kontrast zu der gerade bei den Nymphen oft deutlich rot gefärbten Unterseite der Hintercoxen und Hinterschenkel (Hinterfemuren). Diese Bereiche sind bei adulten Tieren meist nur noch rotbraun oder orange gefärbt. Bei adulten Männchen weicht das Türkisblau teilweise einem Türkisgrün.

Die Weibchen erreichen mit 9 bis 13,5 cm eine Körperlänge, die kaum hinter der der größten Haaniella-Art, Haaniella grayii, zurückbleibt. Das Abdomen endet mit dem für die Unterfamilie Heteropteryginae typischen, stachelartigen Legeapparat. Die ventral gelegene Subgenitalplatte dieses Legeapparates, welche auch als Operculum bezeichnet wird, ist bei Haaniella echinata-Weibchen meist etwas länger, als der dorsal gelegene Anteil, welcher Supraanalplatte oder Epiproct genannt wird. Am Ende des Epiprocts befinden sich vier, oft undeutliche Zähnchen. Das Operculum ist in der Mitte gekielt und an der Spitze abgerundet. Die Färbung der Weibchen wird meist von einer dunkelbraunen Grundfärbung dominiert. Seltener sind hellbraune Tiere zu finden. Die größeren Stacheln sind grünlich gefärbt. Bei vielen dunkelbraunen Weibchen ist der Bereich um den Übergang vom Pro- zum Mesonotum etwas heller und ebenfalls oft mit leicht grünlichem Anflug. Daneben gibt es noch Weibchen, die an den Beinen oder am ganzen Körper hell gesprenkelt sind.

Männchen bleiben mit 7 bis knapp 9,5 cm Länge deutlich kleiner als die Weibchen. Meist dominieren auch bei ihnen dunkle Brauntöne. Neben den bereits genannten türkisgrünen Arealen sind die Gelenkhäute der Vorder- und Mittelhüften und die größeren Stacheln meist auffällig dunkelgrün. Bei vielen Männchen finden sich zwei hellbraune, parallel zur Körperachse verlaufende Bereiche, welche über das gesamte Pronotum bis zum vorderen Mesonotum reichen können und am Übergang der beiden Brustsegmente am hellsten sind.

Die Vorderflügel sind in beiden Geschlechtern meist durch sehr variable, weiße Muster charakterisiert. Diese können herzförmig, breit oder schmal „V“-förmig, „M“-förmig oder anders geformt sein. Bei dunkelbraunen Weibchen treten ebenfalls Tiere ohne Flügelzeichnung auf, genauso wie bei den komplett gesprenkelten Weibchen auch lediglich diese Zeichnung auf den Flügeln zu finden sein kann.

## Verbreitung
Das Verbreitungsgebiet von Haaniella echinata umfasst neben Brunei auch fast den gesamten malaiischen Teil Borneos. So sind Fundorte in ganz Sabah und, von Norden ausgehend, auch in zwei Dritteln von Sarawak dokumentiert. Sie bewohnt neben tropischen Regenwäldern im Flachland auch Regionen bis in eine Höhe von 800 m, etwa rund um den Mount Kinabalu.

## Verhalten und Fortpflanzung
Die Art ähnelt in ihrer nachtaktiven Lebensweise den anderen auf Borneo lebenden Vertretern der Gattung. Ihr Abwehrverhalten besteht ebenfalls aus Abspreizen der hochgehaltenen, stachelbewehrten Hinterbeine und Zuklappen derselben bei Berührung durch einen Angreifer. Die Ablage der bis zu 12 mm langen und etwa 8 mm breiten Eier findet nachts statt. Die 250 bis 300 mg schweren Eier werden mittels des Legeapparates in den Boden abgelegt. Neben dunkelbraunen, borstig behaarten Eiern mit flachem Deckel (Operculum) gibt es auch hellere, kaum behaarte Eier mit zur Mitte leicht kegelförmig ansteigendem Deckel. Bei Letzteren ist die diagonal kreuzförmige Mikropylarplatte, in deren unterem Winkel sich die Mikropyle befindet, besser zu erkennen. Nach 6 bis 12 Monaten schlüpfen die Nymphen. Sie zählen mit 37 mm Körperlänge und ihrem kompakten Körperbau zu den größten und schwersten Insektenschlüpflingen. Unterseits zeigen sie bereits die schon beschriebene farbige Zeichnung. Oberseits sind sie zunächst bis auf je einen weißen Fleck auf den Hinterschenkeln und ein außen weiß gerandetes Hinterleibssegment braun gezeichnet. Bei älteren Nymphen verlieren sich diese weißen Flecken und die Tiere nehmen immer mehr die Färbung der Imagines an. Bis sie adult sind, benötigen sie 10 bis 12 Monate.

## Systematik und Etymologie
Im Jahr 1906 beschrieb Josef Redtenbacher die Art als Heteropteryx echinata, wobei er den bereits 1904 von William Forsell Kirby eingeführten Gattungsnamen Haaniella nicht verwendete. Das Artepitheton „echinata“ wurde in Anspielung auf die stachlige Körperoberfläche gewählt (altgriechisch echínos (ἐχῖνος) für Seeigel (Echinoidea)). John W. H. Rehn bezeichnete die Art 1938 erstmals mit dem bis heute gültigen Namen Haaniella echinata. 

In Museen in Wien, Sankt Petersburg und Berlin sind eine Reihe von Syntypen hinterlegt, von denen im Jahr 2005 ein in Wien hinterlegtes Männchen als Lectotypus festgelegt wurde. 

Für die Gattung Haaniella wurde 2016 eine Einteilung in drei Artengruppen vorgeschlagen. Der Echinata-Artengruppe wurden die von Borneo stammenden Haaniella echinata, Haaniella saussurei und Haaniella scabra zugeordnet.

Diese Einteilung konnte durch eine 2021 veröffentlichte Arbeit von Sarah Bank et al. nicht bestätigt werden. In dieser wurden zur Klärung der Phylogenie der Heteropterygidae vier mitochondriale Gene und drei Gene aus dem Zellkern untersucht. Im Ergebnis wurde gezeigt, dass Haaniella echinata eine gemeinsame Klade mit Haaniella scabra bildet, in der aber auch Haaniella grayii und Haaniella dehaanii zu finden sind. Letztere ist die direkte Schwesterart von Haaniella echninata. Haaniella saussurei gehört nicht in diese Klade und nimmt innerhalb der gGttung eine Sonderstellung ein. Bei der Untersuchung von morphologisch etwas unterschiedlichen Tieren die an verschiedenen Fundorten gesammelt wurden, stellte sich heraus, dass es sich bei diesen um Vertreter von mindestens zwei Arten handelt, die noch genauer untersucht bzw. beschrieben werden müssen.

## Terraristik
Nachdem Allan Harmann 1979 erstmals einige Tiere für die Terraristik aus Sabah eingeführt hatte, folgten 1984 und 1993 weitere Importe aus Sabah, 1993 und 1994 aus Brunei und 1996 aus Sarawak. Von der Phasmid Study Group wird Haaniella echinata unter der PSG-Nummer 26 geführt.

Für die Haltung dieser Art sind mittelgroße bis große Terrarien mit geeigneten Versteckmöglichkeiten und einem zur Eiablage geeigneten, stets leicht feuchten Substrat nötig. Während eine relativ hohe Luftfeuchtigkeit nötig ist, reichen Temperaturen von 20 bis 25 °C für eine erfolgreiche Haltung aus. Das Futterpflanzenspektrum ist groß. So werden neben Blättern von Rosengewächsen (Rosaceae), wie denen von Brombeeren, Himbeere, Weiß- und Feuerdorn, auch die von Eichen, Efeu, Haseln, Rhododendren und andern Pflanzen gefressen. Haaniella echinata gilt innerhalb der Gattung als die Art, bei der die besten Schlupfergebnisse erzielt werden.

## Bilder

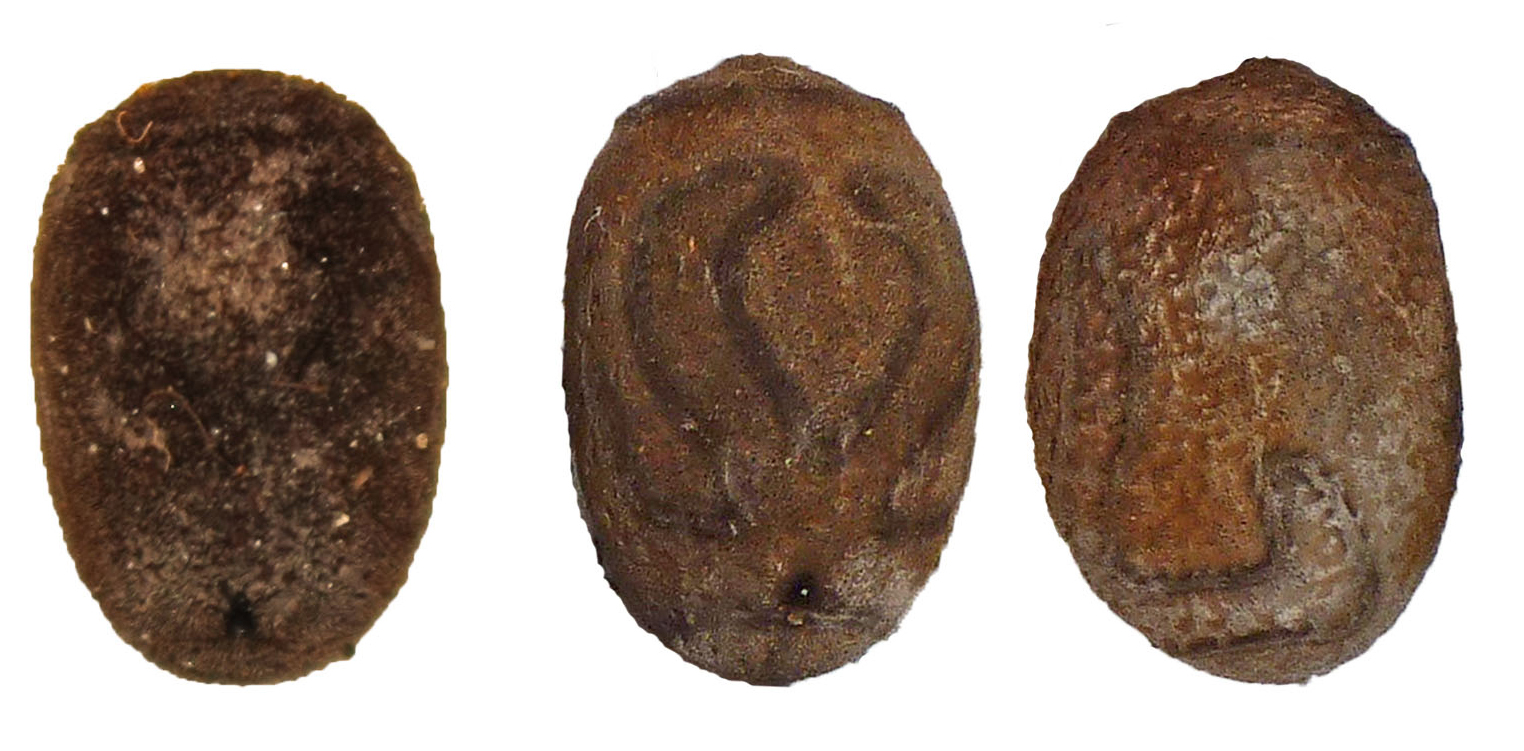
Links Dorsalansicht eines Eis des am weitesten verbreiteten Zuchtstamm, Mitte und rechts Dorsal- bzw. Lateralansicht weniger behaarter Eier
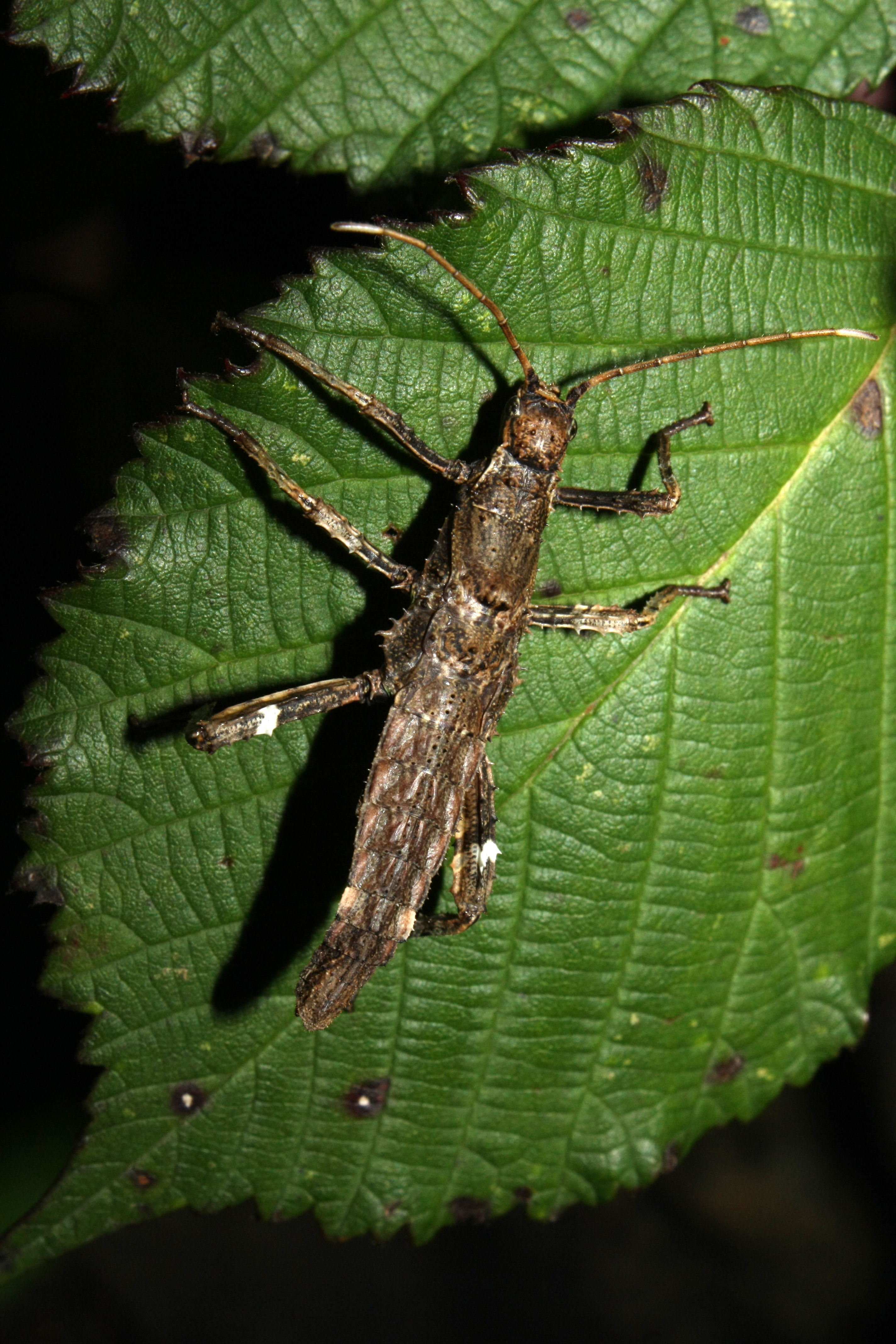
Frisch geschlüpfte  Nymphe
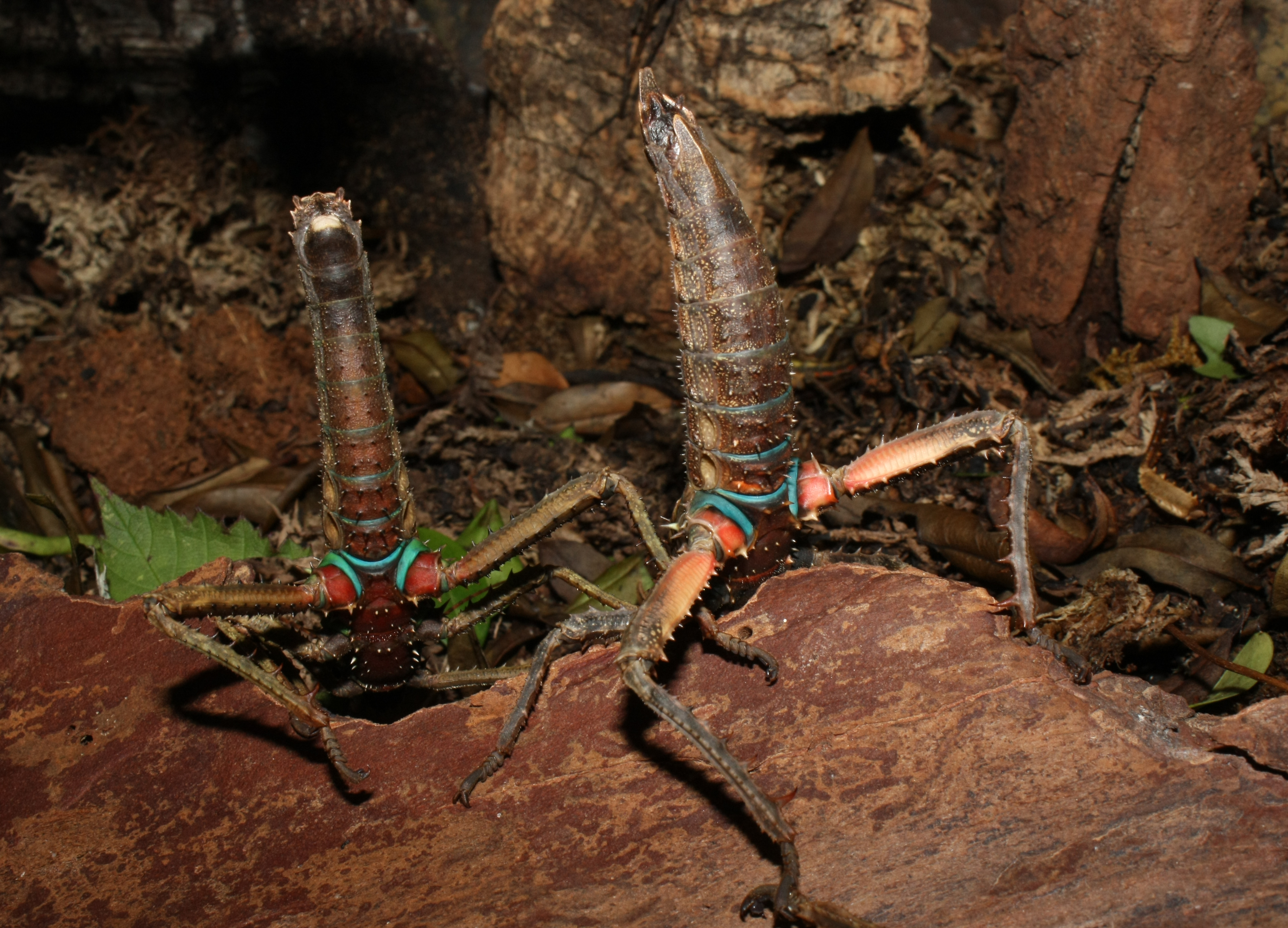
Unterseite einer männlichen und einer weiblichen subadulten Nymphe
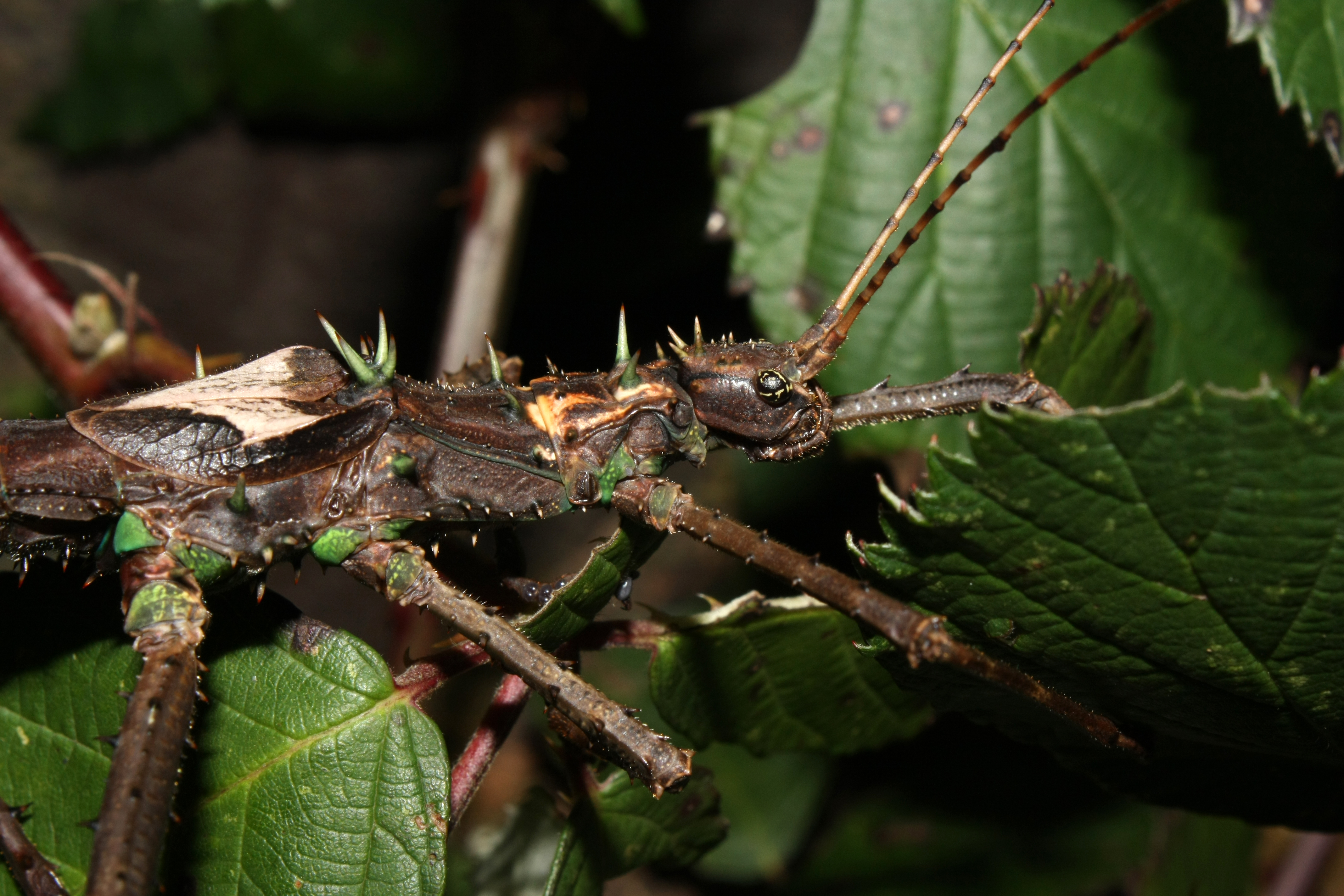
Porträt eines Männchens